# 1599
Към началото на 1599, Григорианският календар е с 10 дена пред Юлианския календар, който на отделни места остава в употреба чак до 1918.

## Родени
- Робърт Блейк, английски адмирал
- 13 февруари – Александър VII, римски папа
- 22 март – Антонис ван Дайк, фламандски художник
- 25 април – Оливър Кромуел, Лорд-протектор на Англия, Шотландия и Ирландия
- 6 юни – Диего Веласкес, испански художник
- 25 септември – Франческо Боромини, италиански архитект

## Починали
- 13 януари – Едмънд Спенсър, Английски поет